# Staustufe Oberesslingen
Die Staustufe Oberesslingen liegt am Neckar in Oberesslingen, einem Stadtteil von Esslingen am Neckar in Baden-Württemberg.
Die Schleuse wird von der Leitzentrale an der Schleusenanlage in Stuttgart-Untertürkheim aus gesteuert. Die Anlage wurde mit zwei Schleusenkammern gebaut, wobei lediglich die linke Kammer noch in Betrieb ist. Der rechten Schleusenkammer fehlen sämtliche mobile Teile. Hier existiert nur die Kammer an sich. Das Gefälle des Neckars wird hier durch das Kraftwerk Oberesslingen zur Stromgewinnung genutzt.

## Lage
Die Staustufe ist vom Rhein aus gesehen die 26. und damit vorletzte Anlage.